# Atlético Sport Aviação
Atlético Sport Aviação, besser bekannt als Aviação oder unter der Abkürzung ASA, ist ein angolanischer Fußballverein aus der Hauptstadt Luanda. Der Klub unterhält auch Abteilungen für andere Sportarten, insbesondere Basketball ist zu nennen.
Der 1953 gegründete Verein hieß vor der Unabhängigkeit Atlético de Luanda. Er war bis zur Saison 1991 die Werkself der staatlichen Fluglinie TAAG, um seither seine heutige Bezeichnung zu führen. Der Klub ist dreifacher Meister der höchsten angolanischen Spielklasse, dem Girabola. Außerdem konnte ASA bei vier Finalteilnahmen zweimal der angolanische Pokal gewinnen. Viermal entschied ASA den angolanischen Supercup, die Supertaça de Angola, für sich. (Stand 2014)
Die Vereinsfarben sind orange und schwarz.

## Stadion
Heimspiele von ASA finden im Estádio Joaquim Dinis statt. Hier haben 10.000 Zuschauer Platz.

## Erfolge
- Angolanische Meisterschaft Meister: 2002, 2003, 2004
- Angolanischer Pokal: Finalist 1993, Sieger 1995, Finalist 1999, Sieger 2005
- Angolanischer Supercup: Finalist 1994, Sieger 1996, Sieger 2003, Sieger 2004, Sieger 2005

## Statistik in den CAF-Wettbewerben
| Wettbewerb                | Runde        | Gegner              | Hinspiel | Rückspiel |  |
| ------------------------- | ------------ | ------------------- | -------- | --------- |  |
|                           |              |                     |          |           |  |
| CAF Champions League 2003 | 1. Runde     | Villa SC            | 1:2 (H)  | 2:0 (A)   |  |
|                           | 2. Runde     | Accra Hearts of Oak | 3:0 (H)  | 0:2 (A)   |  |
|                           | Gruppenphase | USM Algier          | 1:0 (H)  | 0:2 (A)   |  |
|                           | Gruppenphase | Canon Yaoundé       | 1:2 (A)  | 1:2 (H)   |  |
|                           | Gruppenphase | Espérance Tunis     | 0:0 (H)  | 0:1 (A)   |  |
| CAF Champions League 2004 | Vorrunde     | SC Cilu             | 1:1 (H)  | 1:0 (A)   |  |
|                           | 1. Runde     | Accra Hearts of Oak | 1:4 (A)  | 1:1 (H)   |  |
| CAF Champions League 2005 | Vorrunde     | Blue Waters FC      | 3:0 (H)  | 1:2 (A)   |  |
|                           | 1. Runde     | Cotonsport Garoua   | 2:0 (H)  | 0:1 (A)   |  |
|                           | 2. Runde     | al Zamalek SC       | 1:1 (H)  | 0:2 (A)   |  |
| CAF Champions League 2006 | Vorrunde     | APR FC              | 2:3 (A)  | 0:1 (H)   |  |